# Oreiscelio sechellensis
Oreiscelio sechellensis är en stekelart som beskrevs av Jean-Jacques Kieffer 1912. Oreiscelio sechellensis ingår i släktet Oreiscelio och familjen Scelionidae. Inga underarter finns listade i Catalogue of Life.